# りーちゃん
りーちゃんとは、ゴミ減量を掲げる東京都葛飾区が運動を推進するために制定したキャラクターである。

## 概要
多数の葛飾区民の応募の中から決定され、2007年(平成19年)10月に公開された。名前のりー(Ree)とはReduce(リデュース)、Reuse(リユース)、Recycle(リサイクル)の3つの単語に共通するReとeを組み合わせたものである。